# Robert Lijesen
Robert Lijesen, né le 5 février 1985 à Dordrecht, est un nageur néerlandais.
En 2008, il a remporté la médaille d'argent du relais 4 × 100 m nage libre aux championnats du monde en petit bassin, puis celle de bronze dans la même épreuve aux championnats d'Europe.

## Palmarès

### Championnats du monde

#### En petit bassin
- Championnats du monde 2008 à Manchester (Royaume-Uni) : 
  -  Médaille d'argent au titre du relais 4 × 100 m nage libre.

### Championnats d'Europe

#### En grand bassin
- Championnats d'Europe 2008 à Eindhoven (Pays-Bas) : 
  -  Médaille de bronze au titre du relais 4 × 100 m nage libre.